# Albers (Illinois)
Albers – wieś w Stanach Zjednoczonych, w stanie Illinois, w hrabstwie Clinton.